# 다이아몬드 공조 시스템
다이아몬드 공조 시스템(다이아몬드 조명 시스템, 영어: Breathing Diamond System)은 자율주행차의 대시보드와 필러에 적용되는 시스템이다.

## 상세
2022년 1월 17일, 처음 공개됐다. 다이아몬드 공조·조명 시스템은 탑승자의 위치를 감지해 송풍구의 방향을 조절하고, 운전자의 활동에 적합한 실내 조명과 온도를 조절한다.
다이아몬드 공조·조명 시스템의 각 다이아몬드 셀은 OLED 패널, 액츄에이터, RGB LED, PCB를 기반으로 구성되며, 실내 레이더 센서와 카메라로 운전자의 위치와 행동을 포착해 액츄에이터를 작동한다. 작동 과정에서 생긴 다이아몬드 셀 사이의 공간을 통해 바람과 조명을 조절한다.